# Hoplodrina pfeifferi
Hoplodrina pfeifferi är en fjärilsart som beskrevs av Charles Boursin 1932. Hoplodrina pfeifferi ingår i släktet Hoplodrina och familjen nattflyn. Inga underarter finns listade i Catalogue of Life.